# Санкт-Петербург — Московское (моторвагонное депо)
Моторвагонное депо Санкт-Петербург — Московское (ТЧ-10 Дирекция скоростного сообщения (Металлострой)) — структурное подразделение Дирекции скоростного сообщения — филиала ОАО «Российские железные дороги», ранее структурное подразделение Октябрьской моторвагонной дирекции — филиала ОАО «Российские железные дороги» — моторвагонное депо по техническому обслуживанию и текущему ремонту электропоездов.

## История
Депо было основано решением МПС от 7 октября 1997 года. Сдача строительства и запуск работы депо произошёл 28 мая 2000 года.
Предприятие ТЧ-10 (в качестве площадки ОДМВ) ликвидировано с февраля 2021 года в связи с полной передачей территории и зданий основной площадки депо Дирекции скоростного сообщения ОАО «РЖД» (ДОСС) под техническое обслуживание поездов «Ласточка» и «Сапсан», а также переводом приписного парка поездов серий ЭТ и ЭД основной и Финляндской площадок, а также передачей удалённых площадок в депо ТЧ-15 Санкт-Петербург-Балтийский. Персонал в ноябре 2020 года (согласно требований ТК РФ) уведомлён о ликвидации предприятия, работникам частично предложен перевод на Финляндскую или Балтийскую площадки депо ТЧ-15 Санкт-Петербург-Балтийский.
Депо планировалось для обслуживания и ремонта электропоездов и скоростных электропоездов «Сокол». После строительства и запуска депо, скоростные электропоезда ЭР-200 были приписаны в депо, где осуществлялось их техническое обслуживание и текущий ремонт до прекращения их эксплуатации.
В мае 2006 года ОАО «РЖД» было подписано соглашение о поставке электропоездов Velaro («Сапсан») и депо было выбрано в качестве «основного» для обслуживания данного типа подвижного состава. Цех и помещения депо, построенные для обслуживания и ремонта скоростного электропоезда «Сокол», были реконструированы под электропоезда Velaro («Сапсан») и получили отдельный номер ТЧ-40 (С-З ДОСС). Эксплуатацией скоростных электропоездов «Сапсан» и некоторых составов «Ласточка» (ЭС1П, ЭС2ГП) занимается Дирекция скоростного сообщения ОАО «РЖД», а ремонтом компания SIEMENS / «Уральские Локомотивы».
В июле 2007 года, в связи с разделением ремонтной и эксплуатационной работы, в депо произошла передача эксплуатационной работы в моторвагонное депо Санкт-Петербург Финляндский (ТЧ-20), а ремонтную работу вышеуказанного депо приняло ТЧ-10, с выделением «Финляндской площадки», находящейся на территории ТЧ-20. С сентября 2010 года произошла передача ремонтной позиции ТР-2 в моторвагонное депо Санкт-Петербург-Балтийский, при этом данный вид ремонта приписного парка теперь осуществляется преимущественно в моторвагонном депо ТЧ-6 Крюково.
В марте-апреле 2020 года из приписного парка депо на Крымскую железную дорогу (в аренду Южной пригородной пассажирской компании) были переданы 2 электропоезда ЭД4М-0495 и 0496, являющихся последними электропоездами в серии ЭД4М, произведёнными Демиховским машиностроительным заводом в апреле-мае 2016 года.

## Описание
Общая площадь депо составляет 40 га.
Имеется собственная централизованная станция (пост ЭЦ) с 64 стрелочными переводами.
С юго-запада к территории депо примыкает платформа Металлострой Московского направления ОЖД. Вдоль платформы и железнодорожной линии проходит граница муниципальных образований Металлострой и Колпино. Единственная автодорога из электродепо ведёт в Петро-Славянку.
С северо-востока к территории депо примыкает территория Ленинградского электромашиностроительного завода, откуда идут пути на близлежащую станцию Ижоры Волховстроевского направления.

## Ранее обслуживаемые линии (в качестве упразднённого ТЧ-10 ОДМВ)
| Московское направление: 1. Главный оборот - Санкт-Петербург — Тосно; - Санкт-Петербург — Любань; - Санкт-Петербург — Шапки; - Санкт-Петербург — Чудово; - Санкт-Петербург — Новгород-на-Волхове; - Санкт-Петербург — Малая Вишера. 2. Удалённый оборот - Малая Вишера — Бологое. | Северное (Волховстроевское) направление: 1. Главный оборот - Санкт-Петербург — Мга; - Санкт-Петербург — Кириши — Будогощь; - Санкт-Петербург — Мга — Невдубстрой; - Санкт-Петербург — Пупышево — Волховстрой-1. 2. Удалённый оборот - Волховстрой-1 — Лодейное Поле — Свирь; - Волховстрой-1 — Пикалёво — Бабаево; - Волховстрой-1 — Чудово. |

## Подвижной состав
| Модель          | Номера поездов |
| --------------- | --- |
|                 | Подвижной состав ТЧ-10 Санкт-Петербург-Московское (основная площадка, ликвидирована с 02.2021 г., обслуживание парка электропоездов ЭТ и ЭД основной площадки передано частично на Финляндскую, частично на основную площадку ТЧ-15 Санкт-Петербург-Балтийский |
| ЭД9М            | 0047 / 0048 / 0049 / 0050 / 0140 / 0145 / 0149 / 0150 / 0155 |
| ЭС2Г            | 006 / 007 / 008 / 010 / 012 / 013 / 014 / 015 / 018 / 019 / 020 / 099 / 100 / 123 / 124 / 126 |
|                 | Подвижной состав Финляндской площадки ТЧ-10 (реорганизована и вошла удаленной площадкой ТЧ-15 Санкт-Петербург-Балтийский с 02.2021 г. в связи с ликвидацией ТЧ-10)                                                                                             |
| ЭД4М            | 0361 / 0373 / 0392 / 0418 / 0422 / 0423 / 0438 |
| ЭТ2/ЭТ2М/ ЭТ2МЛ | 047 / 056 / 058 / 064 / 070 / 075 / 080 / 090 / 091 / 096 / 097 / 099 / 102 / 109 / 114 / 116 / 119 / 120 / 121 / 122 / 123 / 125 / 126 / 127 / 128 / 131 / 133 / 134 / 135 / 137 / 139 / 141 / 142                                                            |

## «Филиалы» депо
- «Финляндская» ремонтная площадка — находится на территории моторвагонного депо Санкт-Петербург-Финляндский (ТЧ-20) (с июля 2007 года)
- «Кемская» ремонтная площадка — находится в городе Кемь (Республика Карелия) (с января 2012 года)

## Начальники депо
1997 г. — 1998 г. — Лепкин В. В.

1998 г. — 2002 г. — Андреев В. М.

2002 г. — 2004 г. — Бурцев П. В.

2004 г. — 2009 г. — Пегов Д. В.

2009 г. — апрель 2011 года — Панфилов А. В.

с июня 2011 года — по декабрь 2020 г. — Шкроб Е. М.
На период реструктуризации и последующего слияния ТЧ-10 с моторвагонным депо Санкт-Петербург-Балтийский обязанности начальника депо исполнял заместитель начальника депо ТЧ-15 по кадрам Д. В. Крылов.

## Галерея
- Моечный портал для электропоездов в депо
- Поворотный круг в депо
- В парке отстоя депо
- Тяговая подстанция и парк отстоя
- Ремонтные позиции производственного корпуса
- Цех для ремонта «Сапсанов»
- Электропоезд «Ласточка» прибывает в депо